# Lista de minisséries da TVI
As minisséries portuguesas produzidas pela TVI estão relacionadas nesta lista, que apresenta: data de início e de término da transmissão original, quantidade de capítulos, protagonistas, autores e diretores da produção.
| #  | Título                    | Início                  | Término                | Capítulos | Protagonistas                                                                   | Autor                             | Diretor                                                       |
| -- | ------------------------- | ----------------------- | ---------------------- | --------- | ------------------------------------------------------------------------------- | --------------------------------- | ------------------------------------------------------------- |
| 1  | Destino Imortal           | 24 de janeiro de 2010   | 7 de fevereiro de 2010 | 6         | Pedro Barroso e Catarina Wallenstein                                            | Artur Ribeiro e Catarina Silva    | António Borges Correia, José Manuel Fernandes e Artur Ribeiro |
| 2  | 37                        | 28 de fevereiro de 2010 | 14 de março de 2010    | 6         | Sofia Alves e Pedro Carmo                                                       | Rui Vilhena                       | Jorge Cardoso e José Manuel Fernandes                         |
| 3  | Dias Felizes              | 18 de abril de 2010     | 16 de maio de 2010     | 6         | Dalila Carmo e Marco Delgado                                                    | Maria João Mira                   | António Moura Mattos                                          |
| 4  | O Dom                     | 30 de abril de 2011     | 21 de maio de 2011     | 4         | Pedro Lima, Núria Madruga e Paula Lobo Antunes                                  | Artur Ribeiro                     | Jorge Cardoso                                                 |
| 5  | O Amor É um Sonho         | 28 de maio de 2011      | 4 de junho de 2011     | 4         | Sara Prata e José Carlos Pereira                                                | Diogo Tomás                       | António Borges Correia                                        |
| 6  | Redenção                  | 11 de junho de 2011     | 9 de julho de 2011     | 5         | António Capelo, Miguel Guilherme e Sónia Brazão                                 | Artur Ribeiro e Cristina Silva    | António Borges Correia                                        |
| 7  | Jacinta                   | 12 de maio de 2017      | 13 de maio de 2017     | 2         | Paula Lobo Antunes, Dalila Carmo e António Pedro Cerdeira                       | Manuel Arouca                     | Jorge Paixão da Costa                                         |
| 8  | Ai a Minha Vida           | 10 de outubro de 2020   |                        | 45        | Carlos Cunha, Susana Mendes, João Didelet, Patrícia Tavares                     |                                   |                                                               |
| 9  | Pecado                    | 25 de setembro de 2021  | 30 de outubro de 2021  | 6         | Pedro Lamares, Daniela Melchior, Lourenço Ortigão, Dalila Carmo e Diogo Infante | Maria João Costa                  | António Borges Correia                                        |
| 10 | João Sem Deus             | 4 de novembro 2023      | 18 de novembro 2023    | 3         | Ana Sofia Martins, Dalila Carmo                                                 | Patricia Corso e Leonardo Moreira | Marina Person                                                 |
| 11 | Sr. Rui, Um Homem do Povo | 19 de março de 2024     | 20 de março de 2024    | 2         | José Raposo, Afonso Lagarto, Ana Guiomar e Carla Andrino                        | Leonel Vieira                     |                                                               |
| 12 | A Filha                   | 29 de abril de 2024     | 4 de maio de 2024      | 6         | Dalila Carmo, José Condessa e Diogo Infante                                     | Patricia Müller                   | António Borges Correia                                        |
| 13 | Tony - Sonhos de menino   | 7 de dezembro de 2024   | 28 de dezembro de 2024 | 4         | Carlos Félix                                                                    |                                   |                                                               |
| 14 | Mulheres, às Armas        | 11 de abril de 2025     | 12 de abril de 2025    | 2         | Victoria Guerra, Madalena Almeida, Sílvia Chiola                                |                                   |                                                               |
| 15 | A Loja dos Sonhos         | 2025                    |                        |           | Carlos Areia                                                                    | Diogo Morgado                     |                                                               |